# Alasdair Roberts (académico)
Alasdair S. Roberts (nacido en 1961) es un profesor canadiense de la Escuela de Políticas Públicas de la Universidad de Massachusetts Amherst y autor de artículos y libros sobre cuestiones de política pública, especialmente relacionados con el secreto gubernamental y el ejercicio de la autoridad gubernamental.

## Educación

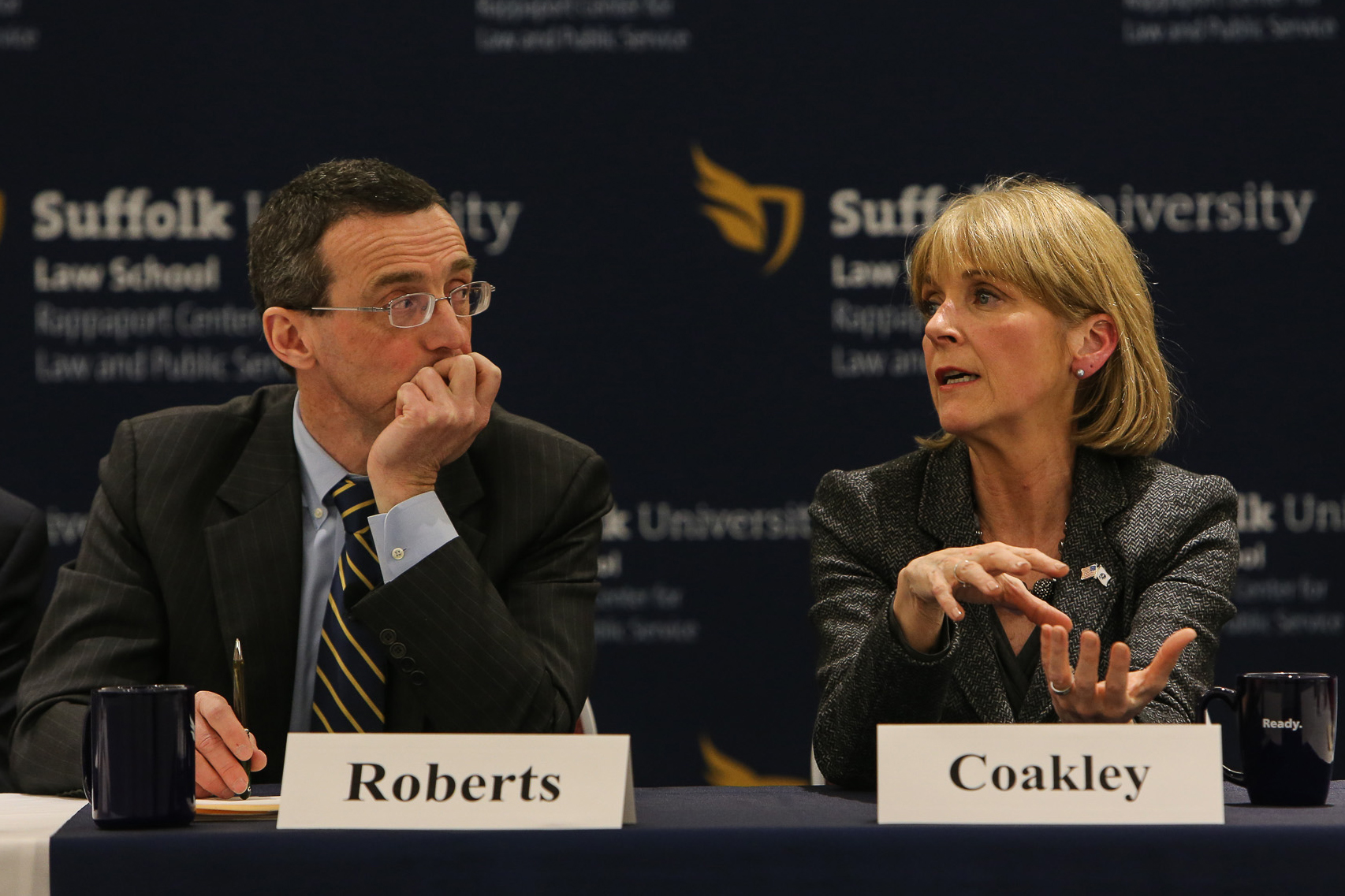
Alasdair Roberts y la fiscal general de Massachusetts Martha Coakley en el Centro de Derecho y Servicio Público de Rappaport el 11 de febrero de 2014.

Alasdair Roberts nació en New Liskeard, Ontario, Canadá y creció en Pembroke, Ontario, Canadá, donde se graduó en el Fellowes High School. Comenzó su licenciatura en política en la Universidad de Queen en 1979. Recibió un JD de la Facultad de Derecho de la Universidad de Toronto en 1984, una maestría en política pública de la Escuela Kennedy de la Universidad de Harvard en 1986, y un ph.D. en política pública de la Universidad de Harvard en 1994.

## Experiencia política
Roberts fue vicepresidente del Partido Conservador Progresista de Ontario de 1982 a 1984 durante la era Big Blue Machine. Fue miembro del ejecutivo del ala juvenil del partido de 1980 a 1982. Roberts era un Red Tory que apoyaba políticas como el seguro de salud pública universal y una legislación fuerte en materia de derechos humanos. Fue delegado de oficio en las elecciones federales del Partido Conservador Progresista de 1983, donde apoyó a David Crombie.

## Trayectoria académica

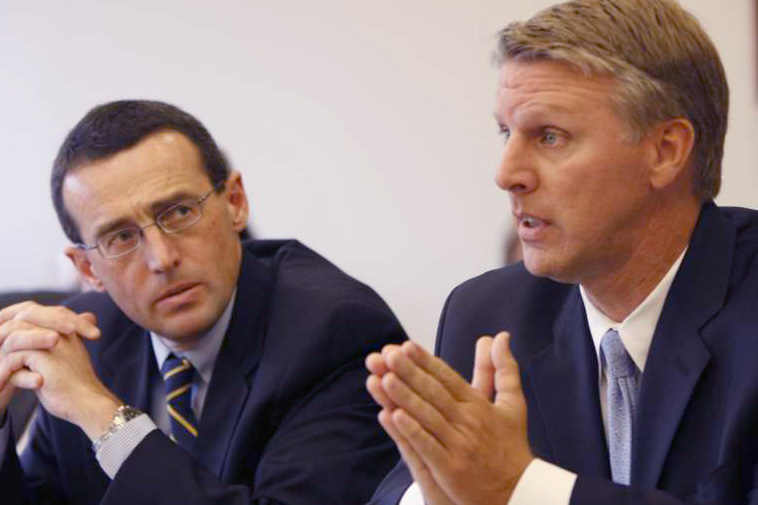
El Tesorero de Massachusetts Timothy P. Cahill (derecha) y Roberts participan en una mesa redonda en el Centro Rappaport para la Ley y el Servicio Público, Escuela de Derecho de la Universidad de Suffolk, el 3 de octubre de 2008.

En 2017 fue nombrado profesor de ciencias políticas y director de la Escuela de Políticas Públicas de la Universidad de Massachusetts Amherst.
Durante el período 2015-2017 Roberts fue profesor de asuntos públicos en la Escuela Truman de Asuntos Públicos de la Universidad de Misuri. De 2008 a 2014, Roberts fue Profesor Jerome L. Rappaport de Derecho y Política pública en la Facultad de Derecho de la Universidad de Suffolk. También fue director Docente del Centro Rappaport de Derecho y Servicio Público. Antes de eso, fue profesor de administración pública en la Escuela Maxwell de Ciudadanía y Asuntos Públicos de la Universidad de Siracusa, y también Director del Instituto de Asuntos Públicos Campbell en la Escuela Maxwell. Hasta 2001, fue profesor asociado en la Escuela de Estudios de Políticas de la Universidad de Queen, y también trabajó como Director Asociado de la Escuela de 1993 a 1995.
También es miembro de la Academia Nacional de Administración Pública, miembro público de la Conferencia Administrativa de los Estados Unidos, investigador honorario de la Unidad de Constitución, Escuela de Políticas Públicas, University College de Londres y coeditor de la revista Governance.
En 2014 recibió el Premio Grace-Pépin de Acceso a la Información por su investigación sobre el gobierno abierto.
Ha sido citado en publicaciones como The Boston Globe, The Christian Science Monitor, The San Diego Union-Tribune, The Times (Londres), Prospect, y National Journal. Sus ensayos han aparecido en numerosas publicaciones periódicas en el Reino Unido, Canadá, los Estados Unidos y otros lugares, incluyendo The Guardian, Foreign Affairs, Foreign Policy, Government Executive, Prospect, The Globe and Mail (Toronto), Dnevnik, Saturday Night, y The Washington Post.

## Libros
- Can Government Do Anything Right? Polity Books, publicado en 2018;
- Four Crises of American Democracy: Representation, Mastery, Discipline, Anticipation,  Oxford University Press, publicado en 2017;
- The End of Protest: How Free Market Capitalism Learned to Control Dissent, publicado en 2013;
- America's First Great Depression: Economic Crisis and Political Disorder after the Panic of 1837, publicado en 2012;
- The Logic of Discipline: Global Capitalism and the Architecture of Government, publicado en 2010,[18] el cual recibió una mención honorífica del comité de libros destacados de la Sección de Investigación de la Administración Pública de la Sociedad Americana de Administración Pública;
- The Collapse of Fortress Bush: The Crisis of Authority in American Government, publicado en 2008;
- Blacked Out: Government Secrecy in the Information Age, publicado en 2006, el cual recibió el Premio Louis Brownlow de 2006 de la Academia Nacional de Administración Pública, el premio del libro 2007 de la Sección de Investigación de la Administración Pública de la Sociedad Americana de Administración Pública, el Premio al Mejor Libro 2007 de la Academia de División Pública y Sin Fines de Lucro de la Administración, y el Premio Charles Levine Memorial Book 2007 del Comité de Investigación sobre la Estructura del Gobierno de la Asociación Internacional de Ciencias Políticas.